# Flying Microtonal Banana
Flying Microtonal Banana (subtitulado como Explorations into Microtonal Tuning, Volume 1) es el noveno álbum de estudio de la banda australiana de rock psicodélico King Gizzard & the Lizard Wizard. Este fue lanzado el 24 de febrero de 2017 bajo el sello Flightless Records en Australia, ATO Records en Estados Unidos, y Heavenly Recordings en Reino Unido. Es el primero de los cinco álbumes lanzados por la banda en 2017.

## Música

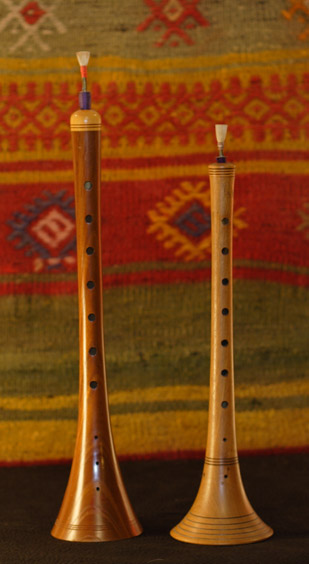
La Zurna, instrumento de origen Turco utilizado en Flying Microtonal Banana.

Subtitulado Explorations into Microtonal Tuning, Volume 1, el álbum se graba en afinación de cuarto de tono, donde una octava se divide en 24 (logarítmicamente) cuartos de tono de igual distancia; originalmente fue concebido para tocar en un baglama, por lo que los miembros de la banda utilizaron instrumentos específicamente modificados para la afinación microtonal, así como otros instrumentos de Oriente Medio como la zurna. El nombre "Flying Microtonal Banana" proviene de la guitarra amarilla hecha a medida de Stu Mackenzie, equipada con trastes microtonales adicionales.
Flying MIcrotonal Banana fue el primer volumen de la exploración de la música microtonal de King Gizzard and The Lizard Wizard, el volumen 2 fue publicado bajo el nombre K.G. en 2020 y eventualmente el volumen 3 seria lanzado bajo el nombre L.W. en 2021.

## Lista de canciones
El vinilo tiene las pistas 1–3 en la cara A y las pistas 4–9 en la cara B.

Todas las canciones escritas y compuestas por Stu Mackenzie, excepto donde sea indicado. 
| N.º | Título                     | Escritor(es)                   | Duración |  |
| 1.  | «Rattlesnake»              |                                | 7:48     |  |
| 2.  | «Melting»                  |                                | 5:27     |  |
| 3.  | «Open Water»               |                                | 7:13     |  |
| 4.  | «Sleep Drifter»            |                                | 4:44     |  |
| 5.  | «Billabong Valley»         | Mackenzie, Ambrose Kenny-Smith | 3:34     |  |
| 6.  | «Anoxia»                   | Joey Walker                    | 3:04     |  |
| 7.  | «Doom City»                |                                | 3:14     |  |
| 8.  | «Nuclear Fusion»           | Mackenzie, Walker              | 4:15     |  |
| 9.  | «Flying Microtonal Banana» | Mackenzie, Walker              | 2:34     |  |

## Personal
Créditos para Flying Microtonal Banana adaptados de las notas del álbum.
King Gizzard & the Lizard Wizard
- Michael Cavanagh - batería (pistas 1 a 8), bongos (pistas 3 a 5, 8, 9), percusión (pista 9)
- Cook Craig - guitarra microtonal (pistas 1, 3, 7), bajo microtonal (pistas 4, 6)
- Ambrose Kenny-Smith: armónica microtonal (pistas 1, 4, 7-9), voz (pista 5), piano (pistas 1, 5, 9), sintetizador (pistas 2, 3, 8, 9)
- Stu Mackenzie: guitarra microtonal (pistas 1–8), bajo microtonal (pistas 2, 8), zurna (pistas 1, 3, 5–7, 9), voz (pistas 1–4, 7, 8), percusión ( pistas 1, 2, 3, 9)
- Eric Moore - batería (pistas 1, 3), bongos (pista 9)
- Lucas Skinner - bajo microtonal (pistas 1–3, 7)
- Joey Walker - guitarra microtonal (pistas 1, 3, 4, 6, 8, 9), bajo microtonal (pista 5), voz (pista 6)

Producción
- Stu Mackenzie - grabación
- Jarvis Taveniere - mezcla
- Joe Carra - masterización
- Jason Galea - ilustración y diseño